# Order Islamskiej Republiki Iranu
Order Islamskiej Republiki Iranu (pers. ‏Nešān-e Jomhuri-ye Eslāmi-ye Irān, نشان جمهوری اسلامی ایران‎) – cywilne odznaczenie Islamskiej Republiki Iranu, ustanowione w 1990 roku, przyznawane przez prezydenta Iranu przedstawicielom państw obcych za zasługi dla republiki.
Odznaczenie posiada trzy klasy:
- Klasa I – noszona na wstędze przez ramię ze złotą gwiazdą na piersi, nadawana głowom państw i szefom rządów
- Klasa II – ze srebrną gwiazdą na piersi, nadawana ministrom oraz osobom im równorzędnym
- Klasa III – noszona na wstążce na piersi, nadawana ambasadorom oraz osobom im równorzędnym.

Wśród odznaczonych są m.in. prezydent Wenezueli Hugo Chávez oraz prezydent Syrii Baszszar al-Asad, odznaczeni I klasą.
Ze względu na widoczne podobieństwa w wyglądzie i zakresie nadawania, order ten uważany jest za bezpośredniego następcę Orderu Pahlawiego, najważniejszego odznaczenia Dynastii Pahlawi do 1979 roku.